# Sistema mansabdari
El sistema mansabdari fue un sistema de reclutamiento militar y administrativo en uso durante el Imperio mogol. Los mansabdaris gobernaban el imperio y mandaban los ejércitos en nombre del emperador. 
Aunque normalmente eran aristócratas no conformaron una aristocracia feudal al no ser los cargos ni las propiedades que disfrutaban hereditarios. Había 33 categorías de mansabdars
El término está derivado de Mansab, que significa 'rango', por lo que Mansabdar literalmente significa "titular de un rango".

## Historia
El sistema final fue creado por el emperador Akbar, y era común al ejército y la administración civil. Se basaba en el sistema en uso en Persia que se había hecho ubicuo durante los reinados de Babur y Humayun. Akbar reformó el sistema para hacerlo más eficaz y creó dos grandes rangos mansabdari.
Aquellos mansabdars cuyo rango era inferior a mil (hazari) se llamaron Amir mientras que aquellos con un rango superior a mil se llamaron Amiral Kabir (Gran Amir). Ocasionalmente se hablaba de Amirs con rango superior a 5000 como Amir-al Umara (Amir de Amires)
Los Mansabdaris se diferenciaban por el rango Zat y el rango Sawar. El Zat refería al rango de la persona mientras que el Sawar hacía referencia al número de jinetes mantenidos por el mansabari. El rey podía así ordenar al mansabari mantener más caballos que los correspondientes a su rango. Según la referencia de ambos rangos se hablaba de clases mansabaris:
-Núm. de Sawar = Núm. de Zat            => 1.ª Clase Mansabdar
-Núm. de Sawar = 1/2 el Núm. de Zat    => 2.ª Clase Mansabdar
-Núm. de Sawar < 1/2 el Núm. de Zat    => 3.ª Clase Mansabdar
Un Mansabdari era un servidor del estado y debía prestar servicio cuando se le requería. Se le valoraba en función de los jinetes que aportaba al ejército imperial, aunque podía tener destinos civiles además de los militares. Había treinta y tres grados de mansabdars desde 'comandantes de 10' a 'comandantes de 10.000'. Hasta mediados del reinado de Akbar, el rango más alto que un agente normal podría tener era el de comandante de 5000 con los rangos de comandantes de 7000 y 10.000 reservado para los príncipes reales. Durante el periodo que siguió al reinado de Akbar, los grados fueron aumentados hasta llegar a comandantes de 20.000 o incluso más. Se pagaban 20-25 rupias por caballo.
El nombramiento, promoción, suspensión o despido de mansabdaris era potestad del emperador. Ninguna propiedad de un mansabdari era hereditaria y los niños tenían que empezar de cero. Sin embargo, un mansabdari no tenía por qué empezar con el grado más bajo. El emperador, si estaba satisfecho con los servicios prestados, podía conceder, y de hecho concedió, rangos más altos a cualquier persona. No había ninguna distinción entre civiles y militares y era habitual ser transferido de una rama de la administración a la otra. Cada mansabdar tenía que tener un número prescrito de caballos, elefantes, equipamiento, etc., según su rango y dignidad. Estos principios, inicialmente estrictamente aplicados, se volvieron más laxos con el tiempo.
Los mansabdaris de mayor rango tenían un jagir (feudo personal) en vez de un salario. Había tablas de remuneración que recogían tanto el salario y como los pagos por sowar, y su equivalencia en jagir. Si la cosecha del jagir superaba los ratios, el exceso pertenecía al tesoro imperial.